# Баскет Холл Москва
Баскет Холл Москва — многофункциональный спортивный комплекс в Москве. Комплекс является универсальной ареной для проведения занятий и соревнований в игровых видах спорта.

## История
«Баскет Холл Москва» был построен 30 августа 2006 года. Возникновение этого комплекса — один из шагов в создании современных масштабных зон спорта и отдыха в России. Открытие комплекса имеет огромное значение не только для спорта высших достижений, но и для развития детского и юношеского спорта, массовой физической культуры. Комплекс располагается на особо охраняемой природной территории парка «Москворецкий» в Татаровской пойме – на живописном берегу Гребного канала «Москва».
«Баскет Холл Москва» — универсальная арена для проведения занятий и соревнований по игровым видам спорта. Общая площадь составляет 25 000 квадратных метров. В самом ядре четырёхэтажного Дворца Спорта – центральная арена, окруженная трибунами на 5000 зрителей.
Дворец оборудован для занятий спортом и проведения соревнований лиц с ограниченными возможностями. Два широких плазменных экрана для передачи составов команд и счета расположены за баскетбольными щитами, а под куполом на специальных подъёмниках находится медиакуб из нескольких экранов для трансляции матчей. Предусмотрены помещения для режиссёрских пультов, телевидения, комментаторские кабины. Трансляции из «Баскет Холл Москва» можно вести на самом высоком уровне.
Центральная арена знаменита своим уникальным лаговым покрытием. Паркет привезён из Швейцарии. Баскетбольные стойки, установленные на центральной арене, имеют сертификат FIBA и рекомендованы для проведения соревнований высшего уровня. Они соответствуют требованиям для проведения соревнований по правилам FIBA, NBA и NCAA. Во Дворце имеется 3 тренировочные площадки, тренажёрный зал с отдельной кардиозоной, зал для занятий боксом, зал для фитнеса, 3 сауны и зал для индивидуальных тренировок.
В сезоне 2007/2008 Дворец спорта принял финальные игры Кубка УЕФА по мини-футболу. Каждый год здесь проводят матчи чемпионата России по баскетболу, матчи Премьер-лиги по гандболу, соревнования среди детских спортивных школ по мини-футболу, гимнастике, волейболу и другим видам спорта. Также во Дворце спорта проходят международные турниры по единоборствам, турниры по аэробике и фитнесу. Комплекс оборудован всем необходимым для проведения конференций, семинаров, выставок, тренингов, форумов, концертов и шоу-программ.
В 2020 году произошло переименование Дворца в связи с вхождением в структуру ГБУ «СК «Мегаспорт» Москомспорта. Новое название — «Баскет Холл Москва». Ранее объект назывался «Дворец Спорта «Динамо» в Крылатском». 